# Antonio Abreu
Antonio Abreu (auch El Portugués; * um 1750; † um 1820) war ein portugiesischer klassischer Gitarrist und Komponist des 18. Jahrhunderts.

## Leben
Abreu lebte in Madrid. 1779  schrieb er ein Kompendium für die Gitarre, das 1799 zur Gitarrenschule erweitert in Salamanca herausgegeben wurde.  Ab 1780 veröffentlichte er in Madrid Gitarrenstücke.

## Werke (Auswahl)
Lehrwerke
- (laut Felip Pedrell) mit P. F. Victor Prieto:[2] Escuela para tocar con perfeccion la guitarra de cinco y seis ordenes, con reglas generales de mano izquierda y derecha. 3 Bände. Salamanca 1799.[Digitalisat 1]

Sonaten für Gitarre 
- Sonate Nr. 1 C-Dur. I Allegro cómodo II Largo III Allegro
- Sonate Nr. 2 E-Dur I Allegro cómodo II Cantabile III Presto
- Sonate Nr. 3 G-Dur  I - II Largo III Rondó

## Digitalisate
1. ↑  Escuela para tocar con perfeccion la guitarra de cinco y seis ordenes, con reglas generales de mano izquierda y derecha  als Digitalisat in der Biblioteca Digital Hispánica
2. ↑  Sonatas, guitarra. nº 1 als Digitalisat im Biblioteca dicital Memoria de Madrid